# Ukraińska okupacja obwodu kurskiego
Ukraińska okupacja obwodu kurskiego – okupacja wojskowa, która miała miejsce w trakcie operacji kurskiej rozpoczętej 6 sierpnia 2024 roku. Był to pierwszy raz od czasów II wojny światowej, kiedy terytorium Rosji zostało zajęte przez obce wojsko. Siły ukraińskie zajmowały kilka miejscowości, w tym miasto Sudża, aż do marca 2025 roku.

## Historia
15 sierpnia 2024 roku ukraiński dowódca wojskowy Ołeksandr Syrski ogłosił utworzenie administracji wojskowej na okupowanych terenach obwodu kurskiego, na czele której stanąć miał generał major Eduard Moskalow, kierujący urzędem komendanta wojskowego. Syrski oświadczył, że 82 miejscowości w obwodzie znajdowały się pod kontrolą ukraińską. 19 sierpnia prezydent Ukrainy Wołodymyr Zełenski poinformował, że siły ukraińskie kontrolują ponad 92 miejscowości w obwodzie kurskim oraz 1250 kilometrów kwadratowych terytorium Rosji.
3 września Zełenski powiedział w wywiadzie, że Ukraina planuje „na czas nieokreślony” utrzymać zajęte tereny obwodu kurskiego, próbując w ten sposób zmusić Putina do podjęcia negocjacji. Do listopada 2024 roku Ukraina straciła kontrolę nad ponad 40% terytorium, które początkowo zajęła w tym regionie.
Sudża była największą miejscowością w obwodzie kurskim, która znalazła się pod kontrolą ukraińską. Do 12 marca 2025 roku została jednak odzyskana przez wojska rosyjskie w wyniku nagłego natarcia, podczas którego odbiły one znaczną część obwodu kurskiego znajdującą się dotąd w rękach ukraińskich.

## Działania

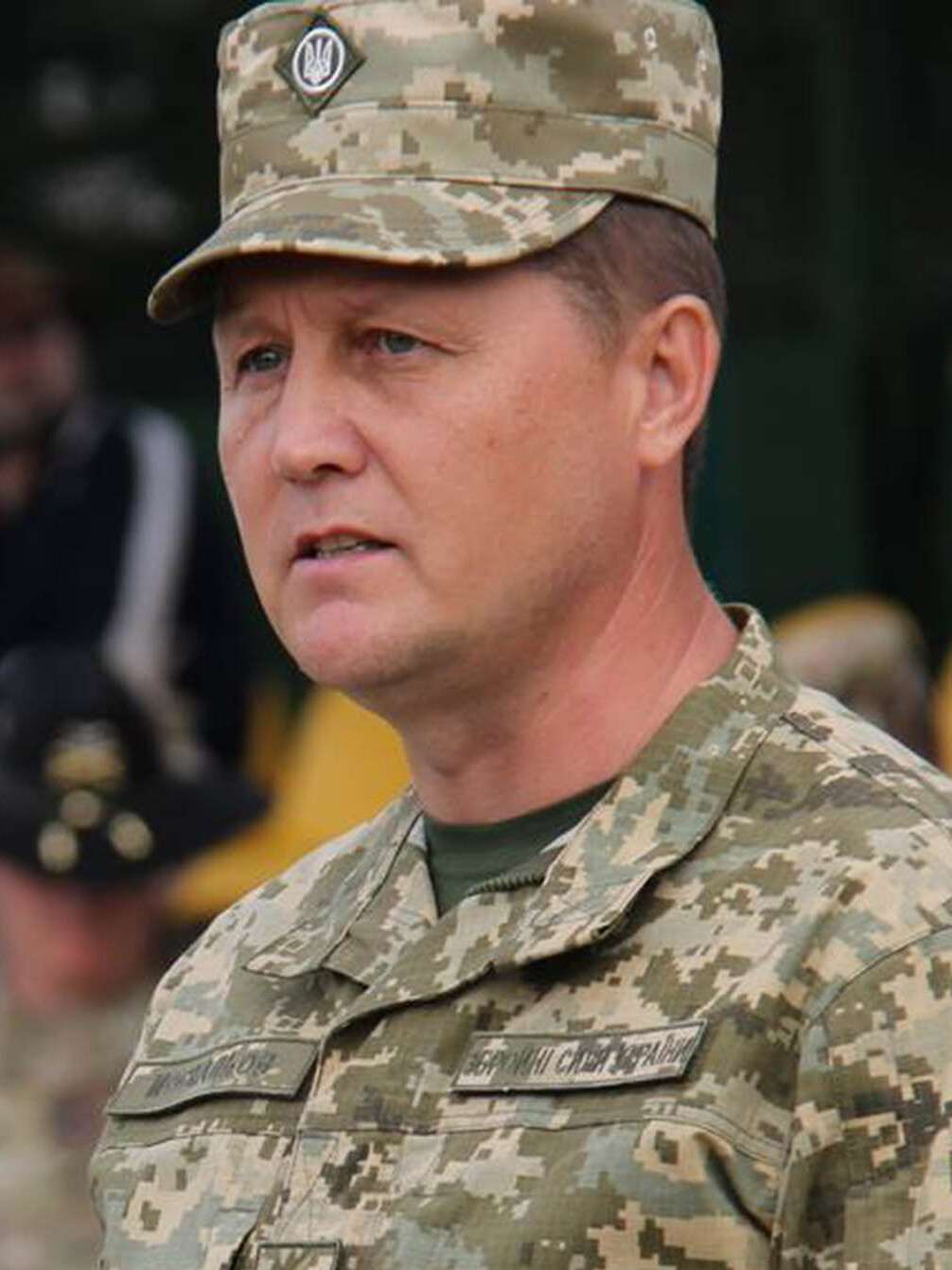
Eduard Moskalow został mianowany szefem urzędu komendanta wojskowego obwodu kurskiego.

Urzędnicy ukraińscy oświadczyli, że celem administracji wojskowej było niesienie pomocy humanitarnej ludności cywilnej, utrzymanie usług publicznych oraz zapewnienie porządku i bezpieczeństwa na terenach kontrolowanych przez siły zbrojne Ukrainy. Władze ukraińskie poinformowały w sierpniu, że planują umożliwić międzynarodowym organizacjom humanitarnym dostęp do terenów obwodu kurskiego, które znajdowały się pod ich kontrolą.
Mieszkańcy Sudży powiedzieli CNN, że ukraińscy żołnierze dostarczali żywność miejscowym, którzy pozostali w mieście.
23 sierpnia 2024 roku urząd komendanta wojskowego wprowadził w Sudży godzinę policyjną obowiązującą w godzinach 17:00-10:00.